# Tren blindat

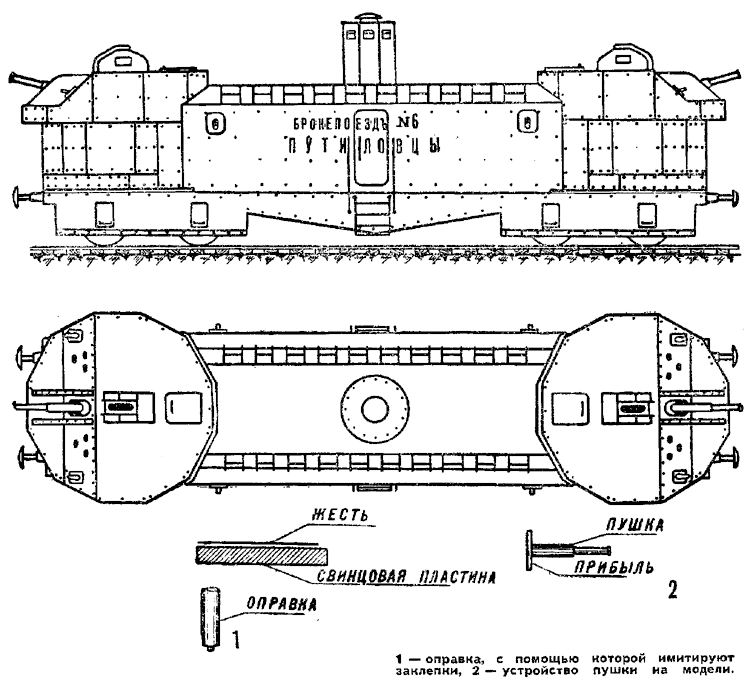
Schema trenului blindat sovietic N.6

Un tren blindat este un tren protejat de blindaj. De obicei este echipat cu tunuri și mitraliere. Au fost utilizate în mare parte la sfârșitul secolului al XIX-lea - începutul secolului al XX-lea, când au oferit un mod inovator de a deplasa cantități mari de armament la distanță. Au fost scoase din producție datorită creșterii potențialului de transport al autocamioanelor și vehiculelor militare în general, cât și datorită excesivei dependențe de calea ferată.

## Istoric
Pentru prima dată în istorie s-au pus tunuri pe platforme feroviare în timpul războiului civil din SUA, în 1861, de armata statelor nordice. Artileria a fost adusă astfel în apropierea taberei sudiste, dislocată în apropierea căii ferate. Această experiență a fost repetată mai apoi în numeroase rânduri. În 1864 pe platforme au fost montate mortiere de 13 țoli, utilizate la asetiul Pittsburgului. O experiență similară în Europa a avut loc în 1871, în timpul războiului franco-prusac, armata prusacă a reușit să bombardeze fortificațiile franceze din diferite părți. 
O largă răspândire a utilizării trenurilor blindate a fost în timpul războaielor Anglo-Bure (1880-1881 și 1899-1902) și în Războiul Civil din Rusia (1918-1920).

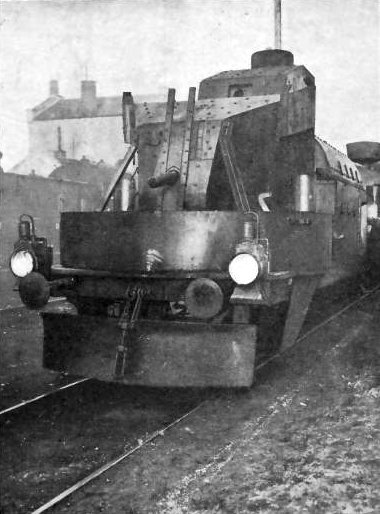
Un tren blindat austro-ungar din 1915.

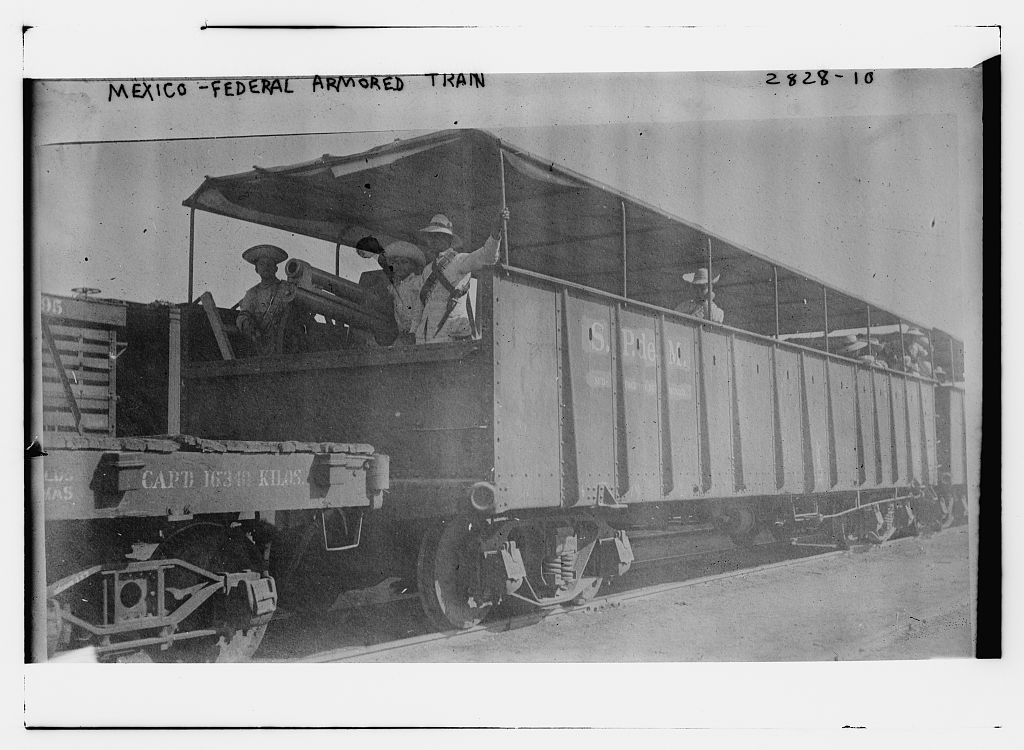
Tren blindat. Armata Mexicană între (1910-1915).

## Echipare
Vagoanele trenurilor blindate aveau diferite destinații.
- Artilerie - dotat cu tunuri și mitraliere de calibru mare.
- Infanterie - proiectat pentru transport de trupe, de asemeni putea fi dotat cu mitraliere.
- Mitraliere - exclusiv dotat cu mitraliere.
- Anti-aerian - echipat cu tunuri anti-aeriene.
- Comandă - echipat similar cu vagoanele de infanterie, dar desemnat ca centru de comandă al trenului.
- Anti-tanc - echipat cu tunuri anti-tanc.
- Platformă - neblindată, cu scopul de a transporta vehicule, muniție, echipament pentru reparații, cât și protecție contra deraierilor.
- Dormitoare pentru trupe.